# Fluorcaphite
La fluorcaphite è un minerale con formula chimica (Ca,Sr,Ce,Na)5(PO4)3F appartenente al gruppo della belovite. È isostrutturale con la fluorapatite.

## Etimologia
Il nome riflette gli elementi principali che lo costituiscono: fluor, ca e ph

## Morfologia
I suoi cristalli sono da esagonali a piramidali.

## Caratteristiche fisico-chimiche
Il colore va dal giallo chiaro al giallo brillante e lo striscio su porcellana è bianco. È trasparente ed ha lucentezza vitrea. La durezza secondo la scala di Mohs è 5. La fluorcafite è radioattiva.

## Località
Lo si trova nella Penisola di Kola in Russia.